# Isoetes martii
Isoetes martii är en kärlväxtart som beskrevs av Addison Brown och Friedrich Adalbert Maximilian Kuhn.
Isoetes martii ingår i släktet braxengräs och familjen Isoetaceae. Inga underarter finns listade i Catalogue of Life.